# 顾知微
顾知微（1918年5月4日—2011年3月19日），中国地层古生物学家。

## 生平
1918年生于江苏南京。1942年毕业于西南联合大学地质地理气象系。1980年当选为中国科学院学部委员(院士)。中国科学院南京地质古生物研究所研究员。
明末大臣顧起元是其十五世祖。